# Águas Claras
Águas Claras è una regione amministrativa del Distretto Federale brasiliano. Confina con Vicente Pires a nord, Guará e Park Way a est, Arniqueira a sud e Taguatinga a ovest. È stata istituita l'8 aprile 2003 con la Legge distrettuale n.º 3153, che l'ha separata da Taguatinga. Água Claras è la ventesima regione amministrativa del Distretto Federale.

## Geografia
Águas Claras si trova sugli plateau brasiliano, nella regione Centro-Ovest del Brasile.

## Infrastrutture e trasporti

### Strade
La ristrutturazione della Strada del Parco di Taguatinga (EPTG), parzialmente consegnata alla popolazione nel novembre 2010, ha ridotto i tempi di percorrenza tra Águas Claras e la regione centrale di Brasília. Con più corsie e strade marginali per favorire il flusso dei veicoli, la EPTG fa ora parte della "Linea Verde", parte del progetto Integrato di Brasília. Prevista nel progetto iniziale, la pista ciclabile EPTG è stata consegnata solo parzialmente nel 2019. Il progetto prevede anche la realizzazione di una corsia esclusiva per gli autobus, la BRT-Oeste.
Un altro progetto previsto per la regione è la costruzione della Estrada Parque Interbairros (EPIB), che collegherà la regione centrale di Brasília a Samambaia, passando accanto ad Águas Claras.
I trasporti pubblici sono ancora insufficienti, ripetendo un problema cronico presente in tutto il Distretto Federale. Molte fermate degli autobus di Águas Claras sono ancora prive di pensiline, causando disagi agli utenti. A causa dell'espansione della linea e dell'inaugurazione di nuove stazioni della metropolitana a Ceilândia, nel 2008 la rete metropolitana ha iniziato a mostrare segni di esaurimento, con ritardi e sovraffollamento dei treni, mettendo a rischio uno dei principali mezzi di collegamento tra Águas Claras e altre località del Distretto Federale.

### Ferrovie
Águas Claras è divisa in due aree dalle linee della metropolitana del Distretto Federale e ha quattro stazioni: Arniqueiras, Águas Claras, Concessionárias ed Estrada Parque. La città è servita da linee di autobus regolari per Plano Piloto, Taguatinga e Ceilândia. Con l'inaugurazione di una serie di quattro viadotti il 24 gennaio 2009, le avenidas Araucárias e Castanheiras e i Boulervards che costeggiano la linea della metropolitana sono diventati strade a senso unico, favorendo così la fluidità del traffico locale.